# Dragon Quest Builders 2
Dragon Quest Builders 2 (ドラゴンクエストビルダーズ2 破壊神シドーとからっぽの島?, Doragon Kuesuto Birudāzu 2 Hakai-shin Shidō to karappo no shima) è un videogioco GdR d'azione e sandbox a mondo aperto sviluppato e pubblicato da Square Enix per Nintendo Switch, Microsoft Windows, PlayStation 4 e Xbox One. Il videogioco è uscito il 20 dicembre 2018 in Giappone mentre in tutto il resto del mondo è uscito il 12 luglio 2019.

## Trama
Nel mondo del gioco tutti i costruttori sono perseguitati dai "Figli di Hargon", un gruppo di mostri che segue il culto di Hargon che professa la distruzione.
Il protagonista del gioco si risveglia su una nave imprigionato dai mostri, qui scopre di essere un costruttore e si salva dagli antagonisti con l'aiuto di un altro prigioniero, Malroth, durante un naufragio.
i due si trovano su un'isola insieme a Lulù, un'altra naufraga. Lí i tre costruiscono un insediamento e i due ragazzi esplorano insieme a capitan Barbetta, un marinaio che traghetta nel gioco i personaggi, varie isole.
in ogni isola i due seguono delle quest con lo
scopo di ricostruire le città e uccidere i boss.
Le parti del gioco su altre isole si alternano alle parti
su quella principale.
dopo aver completato le tre città sulle isole principali, Camposolco, paese-fattoria specializzato nell'agricoltura, Khrumbul-Dun, citta in un canyon con molte miniere e Moonbrooke, un castello tra la neve, il protagonista andrà nel Malhalla, un luogo ai confini del mondo che nel frattempo sta collassando e scopre che ciò che pareva reale era solo un mondo immaginario creato da Hargon, inoltre quest'ultimo si rivela una creatura che conquistò il mondo reale per poi essere sconfitto.
Alla fine il protagonista uccide Hargon e stabilisce il sogno del cattivo sostituendolo con un altro mondo reale.